# Live Search Academic
Live Search Academic（ライブ サーチ アカデミック 和名：Windows Live 学術論文検索）は、2006年から2008年まで提供されていた、Windows Liveサービスの1つ、学術論文や、著者、雑誌、および会議の議事録を検索することができた。2008年5月に同サービスの終了が発表され、その短い歴史に幕を下ろした。

## サービス
Live Search Academicには、以下のようなインデックスが登録されていた。
- 情報学
- 物理学
- 電気工学
- 及びそれからの関連分野

また、プレビューウィンドウでは、以下のような情報が、表示された。
- タイトル
- 雑誌名
- 概要
- 著者
- 巻数
- 出版年
- 出版元
- DOI